# Fenestraja mamillidens
Fenestraja mamillidens är en rockeart som först beskrevs av Alcock 1889.  Fenestraja mamillidens ingår i släktet Fenestraja och familjen egentliga rockor. IUCN kategoriserar arten globalt som otillräckligt studerad. Inga underarter finns listade i Catalogue of Life.